# Americorchestia longicornis
Americorchestia longicornis är en kräftdjursart som först beskrevs av Thomas Say 1818.  Americorchestia longicornis ingår i släktet Americorchestia och familjen tångloppor. Inga underarter finns listade i Catalogue of Life.